# Douilly
Douilly é uma comuna francesa na região administrativa de Altos da França, no departamento de Somme. Estende-se por uma área de 9,88 km². Em 2010 a comuna tinha 246 habitantes (densidade: 24,9 hab./km²).